# Stade Antonis-Papadopoulos
L'Antonis Papadopoulos Stadium (en grec moderne : Στάδιο Αντώνης Παπαδόπουλος) est un stade de football chypriote situé à Larnaca.
D'une capacité de 10 230 places, il accueille les matches à domicile de l'Anorthosis Famagouste FC, club de première division chypriote ainsi que les matches de l'équipe de Chypre de football.